# Виноградовский район (Архангельская область)
Виногра́довский район — административно-территориальная единица (район) и муниципальное образование (Виноградовский муниципальный округ, с 2021 года) в составе Архангельской области (Россия). Административный центр находится в посёлке Березник (Двинской Березник).

## География
Виноградовский район приравнен к районам Крайнего Севера.
Виноградовский район расположен в центральной части Архангельской области, в среднем течении реки Северной Двины, где в неё впадают левый приток Вага и правый приток Ваеньга.
На границе с Холмогорским районом урез поверхности воды в Северной Двине находится на отметке 7 метров над уровнем моря — это низшая точка района. На границе с Верхнетоемским районом урез воды в Северной Двине находится на отметке 20 метров над уровнем моря. В восточной части района, на водоразделе бассейнов рек Пинеги и Северной Двины, находится наивысшая точка района — 235 метров над уровнем моря. Район расположен в таёжной зоне. Климат умеренно континентальный.
Площадь района 12,56 тыс. км². Площадь земельного фонда: 1 256 077 га (на 01.01.1996 года). Площадь лесного фонда: 1 184 025 га.
Протяжённость района с севера на юг 130 км, с запада на восток 170 км.
Граничит:
- на западе с Плесецким районом и городским округом Мирным,
- на северо-западе с Холмогорским районом,
- на северо-востоке с Пинежским районом,
- на юго-востоке с Верхнетоемским районом,
- на юго-западе с Шенкурским районом.

### Гидрография
Кроме Северной Двины, Ваги и Ваеньги, на территории района следует выделить реки Топсу, Рёхту, Луговушу, Вареньгу, Ундыш, Ухваж, Верхнюю Кряжу, Сельменьгу, Тёду, Нюму, Тулгас, Паленьгу, Шужегу, Лудегу, Пянду, Варнас, Усолку, Моржевку, Юмату, Малую Шеньгу, Большую Шеньгу, Паницу, Кисему, Большу. Квахтюгу, Югну, Нондрус, Ботальницу, Шатанцу, Маньшеву, Важенец, Мягдому — все бассейна Северной Двины, Юлу, Покшеньгу, Шиврей, Ёнталу, Попку, Сёмрас, Уру, Левую и Правую Рассохи бассейна Пинеги.
Из озёр выделяются Шужегское, Янгозеро, Большая Орлиха, Важенец, Нонозеро, Лудега, Болчино, Неленгское, Великое, Берёзовское, Долгое, Переднее, Целезеро, Чекозеро, Хвощейное, Рыстозеро, Жадёново, Каренгово, Большое Кунезеро, Режезеро, Ожмозеро, Плоское, Заднее, Лидозеро, Белое, Шундозеро, Шидровское, Прилуцкие, Новое, Берёзовое, Среднее, Устино, Юлас, Соколье, Талто, Шарда, Лебяжье, Щучье, Батогово, Мать-Озеро, Клоновское, Мизеро, Большое Щучье, Малое Янгозеро, Большое Янгозеро, Ваозеро, Кулиш, Колозеро, Мулозеро, Алиш, Лигозеро, Шабозеро, Палёхино, Степаньково, Чёрное Озерко, Круговицкое, Большое Няводское и Малое Няводское.
Крупнейшие острова на Северной Двине: Телячий, Средний Песок, Борецкий, Осередок, Троицкий, Савинский Песок, Тулгасский, Лоза, Окулков, Коневец, Прозоровский, Зеленец, Тальник, Могучий, Корбальский, Шилингский, Пяндский (Голодай), Богачёв, Репановский, Вятский, Калкурский.

## История
Неолитическая печоро-двинская культура (IV тыс. до н. э.) представлена на территории района стоянками «Клоново I, II, III», «Сельменга». Серединой II тысячелетия до н. э. датируются стоянки «Надозерная-1», «Усолка-1». До появления славян, здесь проживали финно-угорские народы: саамы, чудь заволочская. Древнейшими населёнными пунктами района считаются Усть-Вага (XI век), а также Борок, Топса, Сергеевская (Троица), Кургомень, Ростовское (Конецгорье), Кальи, Осиново (Осиново Поле). В Подвинье столкнулись две волны славянской колонизации: новгородская (владения боярщины) и ростово-суздальская (владения ростовщины). К 1462 году, ещё до падения Новгорода в 1478 году, Важеская земля (Важская область, десятина) уже была московской, но подвинские земли оставались новгородскими до битвы на Шиленьге в 1471 году. С тех пор, большая часть современной территории района входила в состав Подвинского стана Подвинской четверти (чети) и, частично, Ледского (Лецкого) стана Шенкурской чети Шенкурской половины Важского (Шенкурского) уезда (доли, дистрикта), а северо-западная часть была в составе сначала Емецкой трети Двинского уезда, затем Холмогорского уезда Двинской провинции Архангелогородской (Архангельской) губернии (наместничестве). До 1797 года земли находились в ведении Московского приказа Большого дворца, а до 1917 года в ведении департамента уделов министерства императорского двора.
В 1918—1919 годах на территории района велись боевые действия между красными и белыми армиями.
В 1924 году Борецкая и Топецкая волости вошли в состав Кургоминской волости, Шилингско-Прилуцкая волость — в состав Устьважской волости, а Кицкая волость — в состав Шеговарской волости. В 1926 году Ростовская волость вошла в состав Кургоминской, а Власьевская волость — в состав Устьважской волости.
15 мая 1929 года, при районировании Северного края, в Подвинье, из Кургоминской и Устьважской волостей и Кицкого сельсовета Шеговарской волости, был образован Березницкий (Березниковский) район с центром в селе Березник (Семёновском). 14 сентября 1929 года в состав района были включены Моржегорский и Калежский сельсоветы, первоначально отнесённые к Емецкому району. Также к району была присоединена часть земель Пинежского уезда (верховья Покшеньги, Юраса и Юлы). 11-12 июля 1929 года в Березнике проходил первый районный съезд советов рабочих, красноармейских и крестьянских депутатов, где был избран первый состав Березницкого исполнительного комитета, который возглавил Г. И. Летавин. До 1930 года, Березниковский район был в Архангельском округе Северного края. В 1936—1937 годах — в составе Северной области. 22 февраля 1940 года Березниковский район был переименован в Виноградовский район в честь Павлина Виноградова.
При образовании Северо-Западного экономического района в декабре 1962 года издан указ Президиума Верховного Совета РСФСР от 1 февраля 1963 года «Об укрупнении сельских районов и образовании промышленных районов Архангельской области», по которому район был реорганизован в Виноградовский промышленный район. В 1965 году указом Президиума Верховного Совета РСФСР от 12 января 1965 года и решением Архангельского облисполкома от 18 января 1965 года Виноградовский промышленный район был упразднён и воссоздан Виноградовский район с центром в рабочем посёлке Двинском Березнике.
В рамках организации местного самоуправления с 1996 года муниципальное образование Виноградовский район, с 2006 года Виноградовский муниципальный район. Виноградовский район как административно-территориальная единица области сохраняет свой статус.

## Население
| 1929    | 1939    | 1959    | 1970    | 1979    | 1989    | 1996    | 2002    | 2008    |
| ------- | ------- | ------- | ------- | ------- | ------- | ------- | ------- | ------- |
| 35 725  | ↘25 977 | ↗28 229 | ↘26 453 | ↘23 959 | ↗24 834 | ↘24 000 | ↘20 862 | ↘19 775 |
| 2009    | 2010    | 2011    | 2012    | 2013    | 2014    | 2015    | 2016    | 2017    |
| ↘19 572 | ↘16 753 | ↘16 654 | ↘16 284 | ↘15 872 | ↘15 397 | ↘15 008 | ↘14 608 | ↘14 226 |
| 2018    | 2019    | 2020    | 2021    | 2023    |         |         |         |         |
| ↘13 968 | ↘13 667 | ↘13 473 | ↘13 065 | ↘12 647 |         |         |         |         |

### Урбанизация
В городских условиях (пгт. Березник) проживали 44.47 % населения района до преобразования посёлка городского типа в сельский населённый пункт.
Численность населения Виноградовского района на 1 января 2020 года 13 473 чел., в том числе городское 5 292 чел., сельское 8 181 человек.

### Национальный состав
По итогам переписи населения 2020 года проживали следующие национальности (национальности менее 0,1 % и другое, см. в сноске к строке «Другие»):
| Национальность | Численность, чел. | Доля     |
| -------------- | ----------------- | -------- |
| Русские        | 12 520            | 95,83 %  |
| Украинцы       | 62                | 0,47 %   |
| Белорусы       | 28                | 0,21 %   |
| Другие         | 455               | 3,49 %   |
| Итого          | 13 065            | 100,00 % |

## Административное деление
В Виноградовский район как административно-территориальную единицу области входят: 1 посёлок, бывший до 1 января 2021 года рабочим посёлком (пгт.), образовавший одноимённое городское поселение с рядом сельских населённых пунктов, а также 13 сельсоветов, в границах которых, как правило, были образованы одноимённые сельские поселения: Заостровский, Кицкий, Усть-Ваеньгский, Шидровский сельсоветы (в границах которых были образованы одноимённые сельские поселения), Борецкий и Сельменьгский сельсоветы (в границах которых было образовано Борецкое сельское поселение), Моржегорский и Шастозерский сельсоветы (в границах которых было образовано Моржегорское сельское поселение), Осиновский, Ваеньгский и Конецгорский сельсоветы (в границах которых было образовано Осиновское сельское поселение), Рочегодский и Топецкий сельсоветы (в границах которых было образовано Рочегодское сельское поселение).
В Виноградовский муниципальный район входили 8 муниципальных образований, до 1 июня 2021 года 1 городское поселение и 7 сельских поселений, с 1 июня 2021 года — 8 сельских поселений. С 4 июля 2021 года населённые пункты Виноградовского муниципального района входят в состав Виноградовского муниципального округа.
| №        | Упразднённое муниципальное образование | Административный центр | Количество населённых пунктов | Население (чел.) | Площадь (км²) |
| -------- | -------------------------------------- | ---------------------- | ----------------------------- | ---------------- | ------------- |
| 1e-06    | Сельские поселения                     |                        |                               |                  |               |
| 1        | Березниковское                         | посёлок Березник       | 7                             | ↗7197            | 784,30        |
| 2        | Борецкое                               | посёлок Сельменьга     | 15                            | ↘1066            | 2381,00       |
| 3        | Заостровское                           | деревня Яковлевская    | 13                            | ↗319             | 486,10        |
| 4        | Моржегорское                           | посёлок Хетово         | 16                            | ↘1250            | 1779,00       |
| 5        | Осиновское                             | деревня Осиново        | 22                            | ↘680             | 2008,00       |
| 6        | Рочегодское                            | посёлок Рочегда        | 11                            | ↘1511            | 2601,00       |
| 7        | Усть-Ваеньгское                        | посёлок Усть-Ваеньга   | 5                             | ↘643             | 1731,00       |
| 8        | Шидровское                             | посёлок Шидрово        | 6                             | ↘399             | 252,41        |
| 8.000002 | Кицкое                                 | посёлок Важский        | 4                             | ↘467             | 537,90        |

1 июня 2019 года Кицкое сельское поселение было упразднено, а входившие в его состав населённые пункты были включены в Березниковское городское поселение.
1 июня 2021 года Березниковское городское поселение преобразовано в сельское поселение.

## Населённые пункты
В Виноградовском районе 99 населённых пунктов.
| №  | Населённый пункт   | Тип     | Население | Упразднённое муниципальное образование |
| -- | ------------------ | ------- | --------- | -------------------------------------- |
| 1  | Алексеевская       | деревня | ↘8        | Борецкое                               |
| 2  | Антоновская        | деревня | ↗30       | Осиновское                             |
| 3  | Артюшинская        | деревня | ↘19       | Осиновское                             |
| 4  | Березник           | посёлок | ↗5624     | Березниковское                         |
| 5  | Березничек         | деревня | ↘17       | Березниковское                         |
| 6  | Важский            | посёлок | ↘395      | Березниковское                         |
| 7  | Верхнее Чажестрово | деревня | ↘205      | Березниковское                         |
| 8  | Верхняя Ваеньга    | деревня | ↘18       | Осиновское                             |
| 9  | Верхняя Кица       | деревня | ↘93       | Березниковское                         |
| 10 | Власьевская        | деревня | ↗9        | Моржегорское                           |
| 11 | Воронцы            | посёлок | ↘221      | Осиновское                             |
| 12 | Высокуша           | деревня | ↘8        | Усть-Ваеньгское                        |
| 13 | Гольцово           | деревня | →0        | Усть-Ваеньгское                        |
| 14 | Гора               | деревня | ↗35       | Моржегорское                           |
| 15 | Горка              | деревня | ↘11       | Борецкое                               |
| 16 | Горлышевская       | деревня | ↘1        | Заостровское                           |
| 17 | Городок            | деревня | ↗50       | Борецкое                               |
| 18 | Гридинская         | деревня | ↗187      | Борецкое                               |
| 19 | Гусево             | деревня | ↘0        | Осиновское                             |
| 20 | Жерлыгинская       | деревня | ↘5        | Заостровское                           |
| 21 | Заборье            | деревня | ↘45       | Шидровское                             |
| 22 | Задориха           | деревня | ↘21       | Борецкое                               |
| 23 | Зауйтовская        | деревня | ↘19       | Борецкое                               |
| 24 | Игнатьевская       | деревня | ↘34       | Борецкое                               |
| 25 | Кальи              | деревня | →0        | Моржегорское                           |
| 26 | Карговино          | посёлок | ↗59       | Моржегорское                           |
| 27 | Квахтюга           | посёлок | ↗104      | Осиновское                             |
| 28 | Клыковская         | деревня | ↘6        | Рочегодское                            |
| 29 | Коверниковская     | деревня | →8        | Заостровское                           |
| 30 | Конецгорье         | деревня | ↗138      | Осиновское                             |
| 31 | Коноваловская      | деревня | ↗6        | Заостровское                           |
| 32 | Корбала            | деревня | →4        | Осиновское                             |
| 33 | Кулига             | деревня | ↗40       | Осиновское                             |
| 34 | Кургомень          | деревня | ↘35       | Рочегодское                            |
| 35 | Ламповская         | деревня | →3        | Заостровское                           |
| 36 | Леушинская         | деревня | ↘12       | Борецкое                               |
| 37 | Масловская         | деревня | ↗17       | Заостровское                           |
| 38 | Михайловская       | деревня | ↘24       | Борецкое                               |
| 39 | Молепровод         | деревня | →1        | Осиновское                             |
| 40 | Монастырёк         | деревня | ↗7        | Моржегорское                           |
| 41 | Моржегоры          | деревня | ↘377      | Моржегорское                           |
| 42 | Моршихинская       | деревня | ↘7        | Осиновское                             |
| 43 | Наволок            | деревня | ↗45       | Шидровское                             |
| 44 | Надозерье          | деревня | ↘8        | Моржегорское                           |
| 45 | Нижнее Чажестрово  | деревня | ↗235      | Березниковское                         |
| 46 | Нижняя Ваеньга     | деревня | →9        | Осиновское                             |
| 47 | Нижняя Кица        | посёлок | ↗37       | Березниковское                         |
| 48 | Нижняя Топса       | деревня | ↘19       | Рочегодское                            |
| 49 | Никитинская        | деревня | ↘4        | Рочегодское                            |
| 50 | Нироновская        | деревня | ↘2        | Заостровское                           |
| 51 | Новый              | посёлок | ↘2        | Березниковское                         |
| 52 | Няводы             | посёлок | →0        | Рочегодское                            |
| 53 | Осиново            | деревня | ↘307      | Осиновское                             |
| 54 | Островецкая        | деревня | ↗10       | Борецкое                               |
| 55 | Паница             | деревня | ↘0        | Усть-Ваеньгское                        |
| 56 | Плёсо              | деревня | ↘8        | Рочегодское                            |
| 57 | Прилук             | деревня | ↗25       | Осиновское                             |
| 58 | Пустынская         | деревня | ↗2        | Борецкое                               |
| 59 | Пыстрома           | посёлок | →0        | Рочегодское                            |
| 60 | Пянда              | деревня | ↗123      | Березниковское                         |
| 61 | Пянда              | посёлок | ↘403      | Березниковское                         |
| 62 | Репаново           | деревня | →0        | Моржегорское                           |
| 63 | Родионовская       | деревня | ↘99       | Моржегорское                           |
| 64 | Ростовское         | деревня | ↗65       | Осиновское                             |
| 65 | Рочегда            | посёлок | ↗2009     | Рочегодское                            |
| 66 | Рязаново           | посёлок | ↗381      | Моржегорское                           |
| 67 | Рязановская        | деревня | ↘21       | Заостровское                           |
| 68 | Савинская          | деревня | ↗11       | Моржегорское                           |
| 69 | Сафроновская       | деревня | ↗5        | Осиновское                             |
| 70 | Селивановская      | деревня | ↗38       | Осиновское                             |
| 71 | Сельменьга         | посёлок | ↘964      | Борецкое                               |
| 72 | Сельцо             | деревня | ↗35       | Заостровское                           |
| 73 | Сергеевская        | деревня | ↘5        | Рочегодское                            |
| 74 | Сидоровская        | деревня | ↘14       | Осиновское                             |
| 75 | Скобели            | деревня | ↗6        | Борецкое                               |
| 76 | Слобода            | деревня | ↘59       | Осиновское                             |
| 77 | Сплавной           | посёлок | ↘81       | Усть-Ваеньгское                        |
| 78 | Степановская       | деревня | ↘8        | Заостровское                           |
| 79 | Терентьевская      | деревня | ↘12       | Заостровское                           |
| 80 | Тимофеевская       | деревня | ↘13       | Заостровское                           |
| 81 | Топса              | деревня | ↘243      | Рочегодское                            |
| 82 | Тройничевская      | деревня | ↘22       | Осиновское                             |
| 83 | Тугаринская        | деревня | ↗12       | Рочегодское                            |
| 84 | Уйта               | деревня | ↘193      | Моржегорское                           |
| 85 | Усть-Вага          | деревня | ↗210      | Березниковское                         |
| 86 | Усть-Ваеньга       | посёлок | ↘936      | Усть-Ваеньгское                        |
| 87 | Усть-Морж          | деревня | ↘42       | Моржегорское                           |
| 88 | Фалюки             | деревня | →9        | Борецкое                               |
| 89 | Филипповская       | деревня | →5        | Осиновское                             |
| 90 | Хетово             | посёлок | ↘416      | Моржегорское                           |
| 91 | Хохновская         | деревня | ↗2        | Моржегорское                           |
| 92 | Чамово             | деревня | ↘36       | Шидровское                             |
| 93 | Шастки             | деревня | ↘7        | Моржегорское                           |
| 94 | Шидрово            | деревня | ↘44       | Шидровское                             |
| 95 | Шидрово            | посёлок | ↗502      | Шидровское                             |
| 96 | Шиленьга           | деревня | ↗8        | Осиновское                             |
| 97 | Шошельцы           | посёлок | ↘55       | Борецкое                               |
| 98 | Шужега             | деревня | ↘2        | Шидровское                             |
| 99 | Яковлевская        | деревня | ↗324      | Заостровское                           |

## Экономика
Основу экономики составляют лесозаготовки. Развитое во времена СССР сельское хозяйство (молочно-мясное животноводство, товарное производство картофеля и других овощей) ныне находится в глубоком упадке.

## Транспорт
Оказанием услуг пассажирского транспорта на маршрутах общего пользования занимается 5 автотранспортных организаций, 4 организации оказывают услуги по речным перевозкам через р. Северную Двину. Имеется лесовозная Конецгорская узкоколейная железная дорога. До 1990-х годов на территории района была пара километров ширококолейной Мехреньгской железной дороги и её конечный пункт посёлок Дальний (Рыст-озеро, 115-й км) на границе с Плесецким районом.

## Образование
Система образования района представлена 48 образовательными учреждениями, в том числе: 6 средних школ, 9 основных, 1 начальная школа (в учебный 2006/2007 год закрыта, центр внешкольной воспитательной работы п. Березнике, 20 дошкольных образовательных учреждений. За последние годы наблюдается тенденция к сокращению сети образовательных учреждений. В районе сохраняется стойкая динамика сокращения контингента учащихся. За последние три года число учащихся с 3900 сократилось до 3562 человек. Серьёзной проблемой для района является кадровое обеспечение образования. Обучением детей занимается 337 учителей. Велик процент педагогов пенсионного возраста. В 2006 году приобретены кабинеты химии, физики, географии для школы п. Березника, в 2007 году — 2 автобуса для подвозки детей в Заостровье и Конецгорье, компьютерный класс в п. Березнике, Заостровье. В 2007 году открыт после реконструкции детский сад в п. Березнике на 80 мест. Населению предоставлены возможности для реализации прав на образование через разные формы его получения, имеется представительство одного негосударственного вуза (Современная гуманитарная академия).

## Культура
Визитной карточкой культуры района являются фольклорный хор «Здарье», лауреат регионального конкурса им. А. Я. Колотиловой, а также ветеранский хор «Калинушка». Издаётся местная газета «Двиноважье».
В районе функционируют 20 библиотек с книжным фондом 288 тыс. экземпляров и 12 тыс. пользователей. В библиотеках района работает 34 сотрудника, из них 50 % имеет среднее специальное и высшее образование.
Также в районе имеется 26 культурно-досуговых учреждений на 3373 посадочных мест, в них работают 52 клубных работника. Действуют 82 клубных формирования, в среднем, в них занимается по 12 человек или около 5 % населения. В двух детских музыкальных школах обучается 175 детей, что составляет 5 % от общего числа учащихся. Школы обеспечены профессиональными кадрами на 80 %.

## Достопримечательности
Государственный природный биологический заказник «Клоновский» (37,1 га, 1980 год). Клоновское лесничество Березниковского лесхоза. Часть Двинско-Пинежского заказника.
Памятником природы регионального значения считаются лесные культуры кедра «Совьи горы» площадью 17 га 18.09.91 г. № 90 ландшафтный; ОГУ «Березниковский лесхоз», Березниковское лесничество кв. № № 41, 42. Зелёная зона посёлка Березника.
Памятник местного значения «Лапажинка».
В районном историческом музее насчитывается 7,8 тыс. экспонатов. На территории района находится 45 памятников архитектуры, стоящих на охране, из них 15 культовые. Из-за отсутствия средств не проводятся работы по консервации, ремонту и реставрации памятников архитектуры.
См. также: Список памятников культурного наследия Виноградовского района в Викигиде.

## Экология
На севере района, в окрестностях деревень Родионовской, Власьевской, Карговино (Моржегорское сельское поселение) находится полигон «Двинской» для падения твердотопливных ракет, запускаемых с космодрома «Плесецк» и полигона «Нёнокса», что оказывает негативное воздействие на здоровье местных жителей. Однако никаких компенсаций за нанесённый ущерб здоровью государство не выплачивает.